# Europees kampioenschap volleybal mannen 2021 (kwalificatie)
Dit artikel beschrijft de kwalificatie voor het Europees kampioenschap volleybal mannen 2021.

## Kwalificatie
Polen, Tsjechië, Estland en Finland zijn als gastlanden rechtstreeks gekwalificeerd. De acht best geplaatste teams van de 2019 editie kregen ook directe toegang tot het toernooi. 
26 teams hadden zich aangemeld voor deelname, maar Denemarken trok zich later terug vanwege beperkingen rondom de COVID-19-pandemie . 25 teams strijden dus om de resterende 12 plaatsen op het eindtoernooi.
| Wijze van kwalificatie   | Gekwalificeerden | WIjze van kwalificatie | WIjze van kwalificatie | Gekwalificeerden |
| ------------------------ | ---------------- | ---------------------- | ---------------------- | ---------------- |
| Gastlanden               | Polen            | Kwalificatie           | Poule A                | Nederland        |
| Gastlanden               | Tsjechië         | Kwalificatie           | Poule B                | Bulgarije        |
| Gastlanden               | Estland          | Kwalificatie           | Poule C                | Turkije          |
| Gastlanden               | Finland          | Kwalificatie           | Poule D                | Letland          |
| EK volleybal mannen 2019 | Servië           | Kwalificatie           | Poule E                | Slowakije        |
| EK volleybal mannen 2019 | Slovenië         | Kwalificatie           | Poule F                | Montenegro       |
| EK volleybal mannen 2019 | Frankrijk        | Kwalificatie           | Poule G                | Portugal         |
| EK volleybal mannen 2019 | Rusland          | Kwalificatie           | Beste nummers 2        | Noord-Macedonië  |
| EK volleybal mannen 2019 | Italië           | Kwalificatie           | Beste nummers 2        | Spanje           |
| EK volleybal mannen 2019 | Oekraïne         | Kwalificatie           | Beste nummers 2        | Griekenland      |
| EK volleybal mannen 2019 | Duitsland        | Kwalificatie           | Beste nummers 2        | Kroatië          |
| EK volleybal mannen 2019 | België           | Kwalificatie           | Beste nummers 2        | Wit-Rusland      |
| Totaal 24                |                  |                        |                        |                  |

## Directe kwalificatie
Eindstand van het Europees kampioenschap volleybal 2019
| Rang   | Team            |
| ------ | --------------- |
| Goud   | Servië          |
| Zilver | Slovenië        |
| Brons  | Polen           |
| 4      | Frankrijk       |
| 5      | Rusland         |
| 6      | Italië          |
| 7      | Oekraïne        |
| 8      | Duitsland       |
| 9      | België          |
| 10     | Nederland       |
| 11     | Bulgarije       |
| 12     | Turkije         |
| 13     | Tsjechië        |
| 14     | Finland         |
| 15     | Spanje          |
| 16     | Griekenland     |
| 17     | Noord-Macedonië |
| 18     | Montenegro      |
| 19     | Slowakije       |
| 20     | Portugal        |
| 21     | Roemenië        |
| 22     | Wit-Rusland     |
| 23     | Oostenrijk      |
| 24     | Estland         |

|  | Gekwalificeerd voor het EK 2021                                  |
|  | Gekwalificeerd als gastland voor het Europees Kampioenschap 2021 |

## Opzet van het toernooi
Er zijn zeven poules van elk drie of vier teams, de winnaars van elke poule en de 5 beste 2e geplaatsten kwalificeren zich voor het EK 2021. De poules worden volgens de CEV-website officieel van 30 augustus 2020 tot 16 mei 2021 gespeeld in een dubbele round-robin-toernooien. Aangezien er een verschillend aantal teams is in de zeven poules, worden de resultaten van de wedstrijden gespeeld tegen de teams die als laatste eindigen in de poules van vier genegeerd om de vijf beste 2e geplaatste landen in alle poules te bepalen.

## Poules samenstelling
Teams werden ingedeeld volgens het serpentinesysteem volgens hun CEV Europese rangschikking op 1 januari 2020. Maar Denemarken trok zich terug na de loting. Plek op de Ranglijst wordt tussen haakjes weergegeven.
| Poule A       | Poule B         | Poule C                    | Poule D       |
| ------------- | --------------- | -------------------------- | ------------- |
| Nederland (8) | Bulgarije (10)  | Turkije (11)               | Spanje (14)   |
| Zweden (26)   | Oostenrijk (25) | Noord-Macedonië (24)       | Letland (23)  |
| Kroatië (27)  | Israël (28)     | Denemarken (29)            | Moldavië (30) |
|               |                 | Bosnië en Herzegovina (47) | Cyprus (41)   |

| Poule E          | Poule F           | Poule G          |
| ---------------- | ----------------- | ---------------- |
| Slowakije (17)   | Griekenland (18)  | Wit-Rusland (19) |
| Roemenië (22)    | Montenegro (21)   | Portugal (20)    |
| Zwitserland (30) | Azerbeidzjan (32) | Noorwegen (33)   |
| Albanië (39)     | Georgië (36)      | Hongarije (34)   |

## Poule stand procedure
1. Aantal gewonnen wedstrijden
2. Match Points
3. Set verhouding
4. Punten verhouding
5. Als de gelijke stand nog steeds staat volgens de punten verhouding tussen twee teams, zal de prioriteit worden gegeven aan het team dat de laatste wedstrijd tussen hen heeft gewonnen. Wanneer de gelijkspel in puntenverhouding tussen drie of meer teams ligt, wordt een nieuwe classificatie van deze teams in termen van punten 1, 2 en 3 gemaakt, waarbij alleen de wedstrijden waarin zij tegen elkaar stonden worden meegenomen in de berekening.

Wedstrijd met 3-0 of 3-1 gewonnen: 3 matchpunten voor de winnaar, 0 matchpunten voor de verliezer3-2 gewonnen wedstrijd: 2 matchpunten voor de winnaar, 1 matchpunt voor de verliezer

## Resultaten
- De winnaars in elke poule en de top vijf van de op de tweede plaats geplaatste teams kwalificeren zich voor het EK 2021.

|  | Gekwalificeerd voor het EK 2021 |

### Poule A
- Data: 7-16 mei 2021
- Alle tijden zijn Midden-Europese zomertijd ( UTC + 02:00 ).

|      |           | Wedstrijden | Wedstrijden | Ptn | Sets | Sets | Sets  | Punten | Punten | Punten |
| Rang | Team      | W           | V           | Ptn | W    | V    | Ratio | W      | V      | Ratio  |
| ---- | --------- | ----------- | ----------- | --- | ---- | ---- | ----- | ------ | ------ | ------ |
| 1    | Nederland | 3           | 1           | 10  | 11   | 5    | 2,200 | 382    | 334    | 1,144  |
| 2    | Kroatië   | 3           | 1           | 7   | 10   | 8    | 1,250 | 407    | 399    | 1,020  |
| 3    | Zweden    | 0           | 4           | 1   | 4    | 12   | 0,333 | 315    | 371    | 0,849  |

#### Toernooi 1
- Locatie:  Krešimir Ćosić Hall, Zadar, Kroatië

| Datum | Tijd  |           | Score |           | Set 1 | Set 2 | Set 3 | Set 4 | Set 5 | Totaal | Verslag |
| ----- | ----- | --------- | ----- | --------- | ----- | ----- | ----- | ----- | ----- | ------ | ------- |
| 7 mei | 18:30 | Kroatië   | 1–3   | Nederland | 30–32 | 25–19 | 23–25 | 18–25 |       | 96–101 | Verslag |
| 8 mei | 18:30 | Nederland | 3–0   | Zweden    | 25–17 | 25–17 | 25–15 |       |       | 75–49  | Verslag |
| 9 mei | 18:30 | Zweden    | 1–3   | Kroatië   | 18–25 | 20–25 | 25–22 | 19–25 |       | 82–97  | Verslag |

#### Toernooi 2
- Locatie:  Omnisport Apeldoorn, Apeldoorn, Nederland

| Datum  | Tijd  |           | Score |           | Set 1 | Set 2 | Set 3 | Set 4 | Set 5 | Totaal  | Verslag |
| ------ | ----- | --------- | ----- | --------- | ----- | ----- | ----- | ----- | ----- | ------- | ------- |
| 14 mei | 19:30 | Zweden    | 1–3   | Nederland | 17–25 | 21–25 | 25–19 | 17–25 |       | 80–94   | Verslag |
| 15 mei | 16:00 | Kroatië   | 3–2   | Zweden    | 25–21 | 25–22 | 19–25 | 21–25 | 15–11 | 105–104 | Verslag |
| 16 mei | 16:00 | Nederland | 2–3   | Kroatië   | 25–27 | 23–25 | 25–18 | 26–24 | 13–15 | 112–109 | Verslag |

### Poule B
- :Locatie: Enerbox Sport Palace, Hadera, Israël
- Data: 12-17 januari 2021
- Alle tijden zijn Israëlische standaardtijd ( UTC + 02:00 ).

|      |            | Wedstrijden | Wedstrijden | Ptn | Sets | Sets | Sets   | Punten | Punten | Punten |
| Rang | Team       | W           | V           | Ptn | W    | V    | Ratio  | W      | V      | Ratio  |
| ---- | ---------- | ----------- | ----------- | --- | ---- | ---- | ------ | ------ | ------ | ------ |
| 1    | Bulgarije  | 4           | 0           | 12  | 12   | 1    | 12,000 | 322    | 269    | 1,197  |
| 2    | Oostenrijk | 1           | 3           | 4   | 6    | 9    | 0,667  | 326    | 345    | 0,945  |
| 3    | Israël     | 1           | 3           | 2   | 3    | 11   | 0,273  | 302    | 336    | 0,899  |

#### Toernooi 1
| Datum  | Tijd  |            | Score |            | Set 1 | Set 2 | Set 3 | Set 4 | Set 5 | Totaal | Verslag |
| ------ | ----- | ---------- | ----- | ---------- | ----- | ----- | ----- | ----- | ----- | ------ | ------- |
| 12 Jan | 20:00 | Israël     | 0–3   | Oostenrijk | 25–27 | 23–25 | 20–25 |       |       | 68–77  | Verslag |
| 13 Jan | 18:00 | Oostenrijk | 1–3   | Bulgarije  | 21–25 | 25–20 | 19–25 | 22–25 |       | 87–95  | Verslag |
| 14 Jan | 19:00 | Bulgarije  | 3–0   | Israël     | 27–25 | 25–16 | 25–22 |       |       | 77–63  | Verslag |

#### Toernooi 2
| Datum  | Tijd  |            | Score |            | Set 1 | Set 2 | Set 3 | Set 4 | Set 5 | Totaal  | Verslag |
| ------ | ----- | ---------- | ----- | ---------- | ----- | ----- | ----- | ----- | ----- | ------- | ------- |
| 15 Jan | 17:00 | Oostenrijk | 2–3   | Israël     | 21–25 | 25–20 | 25–27 | 25–20 | 11–15 | 107–107 | Verslag |
| 16 Jan | 21:00 | Bulgarije  | 3–0   | Oostenrijk | 25–15 | 25–18 | 25–22 |       |       | 75–55   | Verslag |
| 17 Jan | 20:00 | Israël     | 0–3   | Bulgarije  | 20–25 | 21–25 | 23–25 |       |       | 64–75   | Verslag |

### Poule C
- Locatie:  Boris Trajkovski Sports Center, Skopje, Macedonië
- Data: 11-16 januari 2021
- Alle tijden zijn Midden-Europese tijd ( UTC + 01: 00 ).

|      |                       | Wedstrijden | Wedstrijden | Ptn | Sets | Sets | Sets  | Punten | Punten | Punten |
| Rang | Team                  | W           | V           | Ptn | W    | V    | Ratio | W      | V      | Ratio  |
| ---- | --------------------- | ----------- | ----------- | --- | ---- | ---- | ----- | ------ | ------ | ------ |
| 1    | Turkije               | 3           | 1           | 9   | 10   | 4    | 2,500 | 328    | 263    | 1,247  |
| 2    | Noord-Macedonië       | 3           | 1           | 9   | 10   | 5    | 2,000 | 343    | 325    | 1,055  |
| 3    | Bosnië en Herzegovina | 0           | 4           | 0   | 1    | 12   | 0,083 | 243    | 326    | 0,745  |

#### Toernooi 1
| Datum  | Tijd  |                       | Score |                       | Set 1 | Set 2 | Set 3 | Set 4 | Set 5 | Totaal | Verslag |
| ------ | ----- | --------------------- | ----- | --------------------- | ----- | ----- | ----- | ----- | ----- | ------ | ------- |
| 11 Jan | 18:00 | Noord-Macedonië       | 3–1   | Bosnië en Herzegovina | 27–25 | 25–21 | 23–25 | 25–19 |       | 100–90 | Verslag |
| 12 Jan | 18:00 | Bosnië en Herzegovina | 0–3   | Turkije               | 15–25 | 17–25 | 18–25 |       |       | 50–75  | Verslag |
| 13 Jan | 18:00 | Turkije               | 3–1   | Noord-Macedonië       | 25–16 | 18–25 | 25–18 | 25–12 |       | 93–71  | Verslag |

#### Toernooi 2
| Datum  | Tijd  |                       | Score |                       | Set 1 | Set 2 | Set 3 | Set 4 | Set 5 | Totaal | Verslag |
| ------ | ----- | --------------------- | ----- | --------------------- | ----- | ----- | ----- | ----- | ----- | ------ | ------- |
| 14 Jan | 18:00 | Bosnië en Herzegovina | 0–3   | Noord-Macedonië       | 20–25 | 24–26 | 13–25 |       |       | 57–76  | Verslag |
| 15 Jan | 18:00 | Turkije               | 3–0   | Bosnië en Herzegovina | 25–9  | 25–19 | 25–18 |       |       | 75–46  | Verslag |
| 16 Jan | 18:00 | Noord-Macedonië       | 3–1   | Turkije               | 25–19 | 21–25 | 25–23 | 25–18 |       | 96–85  | Verslag |

### Poule D
- Locatie:  Eleftheria Indoor Hall, Nicosia, Cyprus
- Data: 30 augustus - 6 september 2020
- Alle tijden zijn Oost-Europese zomertijd ( UTC + 03:00 ).

|      |          | Wedstrijden | Wedstrijden | Ptn | Sets | Sets | Sets  | Punten | Punten | Punten |
| Rang | Team     | W           | V           | Ptn | W    | V    | Ratio | W      | V      | Ratio  |
| ---- | -------- | ----------- | ----------- | --- | ---- | ---- | ----- | ------ | ------ | ------ |
| 1    | Letland  | 4           | 2           | 12  | 14   | 6    | 2,333 | 485    | 404    | 1,200  |
| 2    | Spanje   | 4           | 2           | 12  | 13   | 9    | 1,444 | 519    | 507    | 1,024  |
| 3    | Moldavië | 2           | 4           | 7   | 8    | 13   | 0,615 | 451    | 479    | 0,942  |
| 4    | Cyprus   | 2           | 4           | 5   | 7    | 14   | 0,500 | 432    | 497    | 0,869  |

#### Toernooi 1
| Datum  | Tijd  |          | Score |          | Set 1 | Set 2 | Set 3 | Set 4 | Set 5 | Totaal | Verslag |
| ------ | ----- | -------- | ----- | -------- | ----- | ----- | ----- | ----- | ----- | ------ | ------- |
| 30 Aug | 17:00 | Moldavië | 0–3   | Letland  | 10–25 | 21–25 | 20–25 |       |       | 51–75  | Verslag |
| 30 Aug | 20:00 | Cyprus   | 1–3   | Spanje   | 22–25 | 27–25 | 17–25 | 17–25 |       | 83–100 | Verslag |
| 31 Aug | 17:00 | Letland  | 1–3   | Spanje   | 22–25 | 21–25 | 25–16 | 19–25 |       | 87–91  | Verslag |
| 31 Aug | 20:00 | Moldavië | 3–0   | Cyprus   | 25–22 | 25–22 | 25–22 |       |       | 75–66  | Verslag |
| 1 Sep  | 17:00 | Spanje   | 1–3   | Moldavië | 25–23 | 20–25 | 21–25 | 19–25 |       | 85–98  | Verslag |
| 1 Sep  | 20:00 | Letland  | 3–0   | Cyprus   | 25–17 | 25–16 | 25–11 |       |       | 75–44  | Verslag |

#### Toernooi 2
| Datum | Tijd  |          | Score |          | Set 1 | Set 2 | Set 3 | Set 4 | Set 5 | Totaal  | Verslag |
| ----- | ----- | -------- | ----- | -------- | ----- | ----- | ----- | ----- | ----- | ------- | ------- |
| 4 Sep | 17:00 | Moldavië | 0–3   | Letland  | 22–25 | 17–25 | 22–25 |       |       | 61–75   | Verslag |
| 4 Sep | 20:00 | Cyprus   | 3–0   | Spanje   | 27–25 | 25–22 | 25–23 |       |       | 77–70   | Verslag |
| 5 Sep | 17:00 | Letland  | 1–3   | Spanje   | 25–27 | 25–18 | 26–28 | 22–25 |       | 98–98   | Verslag |
| 5 Sep | 20:00 | Moldavië | 2–3   | Cyprus   | 20–25 | 25–19 | 25–19 | 22–25 | 10–15 | 102–103 | Verslag |
| 6 Sep | 17:00 | Spanje   | 3–0   | Moldavië | 25–19 | 25–22 | 25–23 |       |       | 75–64   | Verslag |
| 6 Sep | 20:00 | Letland  | 3–0   | Cyprus   | 25–15 | 25–21 | 25–23 |       |       | 75–59   | Verslag |

### Poule E
- Data: 6-16 mei 2021

|      |             | Wedstrijden | Wedstrijden | Ptn | Sets | Sets | Sets  | Punten | Punten | Punten |
| Rang | Team        | W           | V           | Ptn | W    | V    | Ratio | W      | V      | Ratio  |
| ---- | ----------- | ----------- | ----------- | --- | ---- | ---- | ----- | ------ | ------ | ------ |
| 1    | Slowakije   | 5           | 1           | 15  | 16   | 7    | 2,286 | 535    | 492    | 1,087  |
| 2    | Zwitserland | 4           | 2           | 11  | 13   | 10   | 1,300 | 534    | 498    | 1,072  |
| 3    | Roemenië    | 3           | 3           | 10  | 13   | 11   | 1,182 | 536    | 507    | 1,057  |
| 4    | Albanië     | 0           | 6           | 0   | 4    | 18   | 0,222 | 438    | 546    | 0,802  |

#### Toernooi 1
- Locatie:  Stadhuis van Nitra, Nitra, Slowakije
- Alle tijden zijn Midden-Europese zomertijd ( UTC + 02:00 ).

| Datum | Tijd  |             | Score |             | Set 1 | Set 2 | Set 3 | Set 4 | Set 5 | Totaal | Verslag |
| ----- | ----- | ----------- | ----- | ----------- | ----- | ----- | ----- | ----- | ----- | ------ | ------- |
| 6 mei | 16:00 | Slowakije   | 3–0   | Zwitserland | 25–22 | 25–21 | 25–23 |       |       | 75–66  | Verslag |
| 6 mei | 19:00 | Roemenië    | 3–0   | Albanië     | 25–15 | 25–19 | 25–18 |       |       | 75–52  | Verslag |
| 7 mei | 17:00 | Slowakije   | 3–1   | Roemenië    | 25–21 | 25–21 | 14–25 | 25–22 |       | 89–89  | Verslag |
| 7 mei | 20:00 | Zwitserland | 3–0   | Albanië     | 25–18 | 25–21 | 26–24 |       |       | 76–63  | Verslag |
| 8 mei | 17:30 | Zwitserland | 3–1   | Roemenië    | 21–25 | 25–18 | 25–19 | 25–20 |       | 96–82  | Verslag |
| 8 mei | 20:30 | Albanië     | 1–3   | Slowakije   | 20–25 | 13–25 | 25–21 | 19–25 |       | 77–96  | Verslag |

#### Toernooi 2
- Locatie:  Olimpia Sports Hall, Ploieşti, Roemenië
- Alle tijden zijn Oost-Europese zomertijd ( UTC + 03:00 ).

| Datum  | Tijd  |             | Score |             | Set 1 | Set 2 | Set 3 | Set 4 | Set 5 | Totaal  | Verslag |
| ------ | ----- | ----------- | ----- | ----------- | ----- | ----- | ----- | ----- | ----- | ------- | ------- |
| 14 mei | 17:00 | Albanië     | 1–3   | Roemenië    | 26–24 | 22–25 | 13–25 | 21–25 |       | 82–99   | Verslag |
| 14 mei | 20:00 | Slowakije   | 3–1   | Zwitserland | 19–25 | 25–21 | 25–22 | 25–21 |       | 94–89   | Verslag |
| 15 mei | 17:00 | Roemenië    | 2–3   | Zwitserland | 25–21 | 21–25 | 25–21 | 22–25 | 7–15  | 100–107 | Verslag |
| 15 mei | 20:00 | Albanië     | 1–3   | Slowakije   | 16–25 | 19–25 | 27–25 | 18–25 |       | 80–100  | Verslag |
| 16 mei | 17:00 | Roemenië    | 3–1   | Slowakije   | 25–19 | 16–25 | 25–22 | 25–15 |       | 91–81   | Verslag |
| 16 mei | 20:00 | Zwitserland | 3–1   | Albanië     | 25–27 | 25–15 | 25–19 | 25–23 |       | 100–84  | Verslag |

### Poule F
- Data: 7-16 mei 2021

|      |              | Wedstrijden | Wedstrijden | Ptn | Sets | Sets | Sets  | Punten | Punten | Punten |
| Rang | Team         | W           | V           | Ptn | W    | V    | Ratio | W      | V      | Ratio  |
| ---- | ------------ | ----------- | ----------- | --- | ---- | ---- | ----- | ------ | ------ | ------ |
| 1    | Montenegro   | 5           | 1           | 16  | 17   | 5    | 3,400 | 486    | 407    | 1,194  |
| 2    | Griekenland  | 5           | 1           | 14  | 15   | 5    | 3,000 | 465    | 356    | 1,306  |
| 3    | Azerbeidzjan | 2           | 4           | 6   | 8    | 12   | 0,667 | 415    | 446    | 0,930  |
| 4    | Georgië      | 0           | 6           | 0   | 0    | 18   | 0,000 | 259    | 450    | 0,576  |

#### Toernooi 1
- Locatie:  Tbilisi New Volleyball Arena, Tbilisi, Georgië
- Alle tijden zijn Georgië Tijd ( UTC + 04:00 ).

| Datum | Tijd  |              | Score |              | Set 1 | Set 2 | Set 3 | Set 4 | Set 5 | Totaal  | Verslag |
| ----- | ----- | ------------ | ----- | ------------ | ----- | ----- | ----- | ----- | ----- | ------- | ------- |
| 7 mei | 15:30 | Azerbeidzjan | 1–3   | Montenegro   | 23–25 | 21–25 | 25–21 | 15–25 |       | 84–96   | Verslag |
| 7 mei | 18:30 | Georgië      | 0–3   | Griekenland  | 12–25 | 14–25 | 12–25 |       |       | 38–75   | Verslag |
| 8 mei | 15:30 | Montenegro   | 2–3   | Griekenland  | 25–17 | 20–25 | 19–25 | 25–23 | 14–16 | 103–106 | Verslag |
| 8 mei | 18:30 | Azerbeidzjan | 3–0   | Georgië      | 25–20 | 25–22 | 25–15 |       |       | 75–57   | Verslag |
| 9 mei | 15:30 | Griekenland  | 3–0   | Azerbeidzjan | 25–21 | 25–19 | 25–18 |       |       | 75–58   | Verslag |
| 9 mei | 18:30 | Montenegro   | 3–0   | Georgië      | 25–8  | 25–12 | 25–11 |       |       | 75–31   | Verslag |

#### Toernooi 2
- Locatie:  SC Verde Hall, Podgorica, Montenegro
- Alle tijden zijn Midden-Europese zomertijd ( UTC + 02:00 ).

| Datum  | Tijd  |              | Score |              | Set 1 | Set 2 | Set 3 | Set 4 | Set 5 | Totaal | Verslag |
| ------ | ----- | ------------ | ----- | ------------ | ----- | ----- | ----- | ----- | ----- | ------ | ------- |
| 14 mei | 17:00 | Georgië      | 0–3   | Griekenland  | 10–25 | 10–25 | 16–25 |       |       | 36–75  | Verslag |
| 14 mei | 20:00 | Montenegro   | 3–1   | Azerbeidzjan | 25–16 | 25–12 | 20–25 | 26–24 |       | 96–77  | Verslag |
| 15 mei | 17:00 | Griekenland  | 3–0   | Azerbeidzjan | 25–16 | 25–17 | 25–13 |       |       | 75–46  | Verslag |
| 15 mei | 20:00 | Georgië      | 0–3   | Montenegro   | 14–25 | 20–25 | 16–25 |       |       | 50–75  | Verslag |
| 16 mei | 17:00 | Azerbeidzjan | 3–0   | Georgië      | 25–13 | 25–17 | 25–17 |       |       | 75–47  | Verslag |
| 16 mei | 20:00 | Griekenland  | 0–3   | Montenegro   | 15–25 | 21–25 | 23–25 |       |       | 59–75  | Verslag |

### Poule G
- Data: 7-16 mei 2021

|      |             | Wedstrijden | Wedstrijden | Ptn | Sets | Sets | Sets  | Punten | Punten | Punten |
| Rang | Team        | W           | V           | Ptn | W    | V    | Ratio | W      | V      | Ratio  |
| ---- | ----------- | ----------- | ----------- | --- | ---- | ---- | ----- | ------ | ------ | ------ |
| 1    | Portugal    | 6           | 0           | 17  | 18   | 3    | 6,000 | 505    | 423    | 1,194  |
| 2    | Wit-Rusland | 4           | 2           | 13  | 15   | 7    | 2,143 | 437    | 396    | 1,104  |
| 3    | Hongarije   | 1           | 5           | 3   | 5    | 16   | 0,313 | 436    | 507    | 0,860  |
| 4    | Noorwegen   | 1           | 5           | 3   | 4    | 16   | 0,250 | 360    | 412    | 0,874  |

#### Toernooi 1
- Locatie:  Ludovika Aréna, Boedapest, Hongarije
- Alle tijden zijn Midden-Europese zomertijd ( UTC + 02:00 ).

| Datum | Tijd  |             | Score |             | Set 1 | Set 2 | Set 3 | Set 4 | Set 5 | Totaal  | Verslag |
| ----- | ----- | ----------- | ----- | ----------- | ----- | ----- | ----- | ----- | ----- | ------- | ------- |
| 7 mei | 16:00 | Wit-Rusland | 2–3   | Portugal    | 25–21 | 23–25 | 25–23 | 23–25 | 10–15 | 106–109 | Verslag |
| 7 mei | 19:00 | Hongarije   | 3–1   | Noorwegen   | 23–25 | 25–22 | 25–23 | 25–21 |       | 98–91   | Verslag |
| 8 mei | 16:00 | Portugal    | 3–0   | Noorwegen   | 25–18 | 25–21 | 25–19 |       |       | 75–58   | Verslag |
| 8 mei | 19:00 | Wit-Rusland | 3–0   | Hongarije   | 25–21 | 25–15 | 25–12 |       |       | 75–48   | Verslag |
| 9 mei | 16:00 | Noorwegen   | 0–3   | Wit-Rusland | 21–25 | 14–25 | 22–25 |       |       | 57–75   | Verslag |
| 9 mei | 19:00 | Portugal    | 3–0   | Hongarije   | 25–21 | 25–16 | 25–21 |       |       | 75–58   | Verslag |

#### Toernooi 2
- Locatie:  Centro de Desportos e Congressos de Matosinhos, Matosinhos, Portugal
- Alle tijden zijn West-Europese zomertijd ( UTC + 01: 00 ).

| Datum  | Tijd  |             | Score |             | Set 1 | Set 2 | Set 3 | Set 4 | Set 5 | Totaal | Verslag |
| ------ | ----- | ----------- | ----- | ----------- | ----- | ----- | ----- | ----- | ----- | ------ | ------- |
| 14 mei | 16:00 | Noorwegen   | 3–1   | Hongarije   | 21–25 | 26–24 | 25–18 | 25–22 |       | 97–89  | Verslag |
| 14 mei | 19:00 | Portugal    | 3–1   | Wit-Rusland | 25–22 | 25–19 | 21–25 | 25–21 |       | 96–87  | Verslag |
| 15 mei | 15:00 | Hongarije   | 1–3   | Wit-Rusland | 23–25 | 25–19 | 20–25 | 18–25 |       | 86–94  | Verslag |
| 15 mei | 18:00 | Noorwegen   | 0–3   | Portugal    | 17–25 | 18–25 | 22–25 |       |       | 57–75  | Verslag |
| 16 mei | 15:00 | Wit-Rusland | 3–0   | Noorwegen   | 25–19 | 25–15 | 25–10 |       |       | 75–44  | Verslag |
| 16 mei | 18:00 | Hongarije   | 0–3   | Portugal    | 15–25 | 20–25 | 22–25 |       |       | 57–75  | Verslag |

### Ranglijst van de als tweede geplaatste teams
- Wedstrijden tegen het als vierde geplaatste team in elke poule zijn niet opgenomen in deze ranglijst.
- De top vijf van de als tweede geplaatste teams kwalificeren zich voor het EK 2021.

|      |                 | Wedstrijden | Wedstrijden | Ptn | Sets | Sets | Sets  | Punten | Punten | Punten |
| Rang | Team            | W           | V           | Ptn | W    | V    | Ratio | W      | V      | Ratio  |
| ---- | --------------- | ----------- | ----------- | --- | ---- | ---- | ----- | ------ | ------ | ------ |
| 1    | Noord-Macedonië | 3           | 1           | 9   | 10   | 5    | 2,000 | 343    | 325    | 1,055  |
| 2    | Spanje          | 3           | 1           | 9   | 10   | 5    | 2,000 | 349    | 347    | 1,006  |
| 3    | Griekenland     | 3           | 1           | 8   | 9    | 5    | 1,800 | 315    | 282    | 1,117  |
| 4    | Kroatië         | 3           | 1           | 7   | 10   | 8    | 1,250 | 407    | 399    | 1,020  |
| 5    | Wit-Rusland     | 2           | 2           | 7   | 9    | 7    | 1,286 | 287    | 295    | 0,973  |
| 6    | Zwitserland     | 2           | 2           | 5   | 7    | 9    | 0,778 | 358    | 351    | 1,020  |
| 7    | Oostenrijk      | 1           | 3           | 4   | 6    | 9    | 0,667 | 326    | 345    | 0,945  |